# Гурьевский муниципальный округ (Кемеровская область)
Гу́рьевский муниципальный округ — муниципальное образование (муниципальный округ) в Кемеровской области России.
Административный центр — город Гурьевск.
В рамках административно-территориального устройства области муниципальный округ находится на территории двух административно-территориальных единиц: Гурьевский район и город областного подчинения Гурьевск (строго по законодательству Кемеровской области — трёх, поскольку город районного подчинения Салаир подчиняется городу областного подчинения, но официально в состав не входит).

## География
Граничит с Беловским муниципальным районом и Промышленновским, Прокопьевским, и Ленинск-Кузнецким муниципальными округами Кемеровской области. На западе — с Алтайским краем и Новосибирской областью.
Гидрографическая сеть представлена реками Ур, Большой и Малый Бачат.

## История
В рамках организации местного самоуправления в декабре 2004 года на территории городов Гурьевск и Салаир (последнему также подчинены 2 посёлка Гавриловка и Салаирский Дом Отдыха) и населённых пунктов Гурьевского района был образован Гурьевский муниципальный район, включивший 7 муниципальных образований, в том числе 2 городских и 7 сельских поселений.
| №        | Бывшее муниципальное образование 2004—2019 гг. | Административный центр | Количество населённых пунктов | Население (чел.) | Площадь (км²) |
| -------- | ---------------------------------------------- | ---------------------- | ----------------------------- | ---------------- | ------------- |
| 1e-06    | Городские поселения:                           |                        |                               |                  |               |
| 1        | Гурьевское                                     | город Гурьевск         | 1                             | ↘22 569          | 50,10         |
| 2        | Салаирское                                     | город Салаир           | 3                             | ↘7505            | 39,75         |
| 2.000002 | Сельские поселения:                            |                        |                               |                  |               |
| 3        | Горскинское                                    | село Горскино          | 1                             | ↘996             | 149,16        |
| 4        | Малосалаирское                                 | село Малая Салаирка    | 1                             | ↘1182            | 114,66        |
| 5        | Новопестеревское                               | село Новопестерёво     | 4                             | ↘1268            | 186,61        |
| 6        | Раздольное                                     | посёлок Раздольный     | 4                             | ↘1476            | 180,60        |
| 7        | Сосновское                                     | посёлок Сосновка       | 6                             | ↘1530            | 611,31        |
| 8        | Ур-Бедаревское                                 | село Ур-Бедари         | 4                             | ↘766             | 129,74        |
| 9        | Урское                                         | посёлок Урск           | 7                             | ↘1979            | 718,36        |

Законом от 30 октября 2019 года все городские и сельские поселения муниципального района 16 ноября 2019 года были упразднены и объединены в новое единое муниципальное образование — Гурьевский муниципальный округ.

## Население
Гурьевский муниципальный район (2004—2019 гг.) и муниципальный округ (с 2019 года)
| 2010    | 2011    | 2012    | 2013    | 2014    | 2015    | 2016    | 2017    |
| ------- | ------- | ------- | ------- | ------- | ------- | ------- | ------- |
| 43 883  | ↘43 882 | ↘43 337 | ↘42 894 | ↘42 285 | ↘41 497 | ↘40 913 | ↘40 444 |
| 2018    | 2019    | 2020    | 2021    | 2025    |         |         |         |
| ↘39 945 | ↘39 271 | ↘38 930 | ↘37 299 | ↘35 988 |         |         |         |

### Урбанизация
Городское население (города Гурьевск и Салаир) составляет 78,45 % от всего населения муниципального округа.

## Населённые пункты
В Гурьевский муниципальный округ (в 2004—2019 гг. в муниципальный район) входит 31 населённый пункт, в том числе два города и 29 сельских населённых пунктов.
| №  | Населённый пункт      | Тип     | Население | Бывшее муниципальное образование    | Территориальное управление |
| -- | --------------------- | ------- | --------- | ----------------------------------- | -------------------------- |
| 1  | Гурьевск              | город   | ↘21 487   | Гурьевское городское поселение      | Гурьевское ТУ              |
| 2  | Салаир                | город   | ↘6747     | Салаирское городское поселение      | Салаирское ТУ              |
| 3  | Апрелька              | посёлок | 52        | Урское сельское поселение           | Сельское ТУ                |
| 4  | Гавриловка            | посёлок | 64        | Салаирское городское поселение      | Салаирское ТУ              |
| 5  | Горскино              | село    | ↘996      | Горскинское сельское поселение      | Сельское ТУ                |
| 6  | Дегтярёвка            | деревня | 44        | Новопестеревское сельское поселение | Сельское ТУ                |
| 7  | Дмитриевка            | село    | 170       | Урское сельское поселение           | Сельское ТУ                |
| 8  | Заречный              | посёлок | 121       | Сосновское сельское поселение       | Сельское ТУ                |
| 9  | Заря                  | посёлок | 22        | Урское сельское поселение           | Сельское ТУ                |
| 10 | Каменушка             | деревня | 36        | Сосновское сельское поселение       | Сельское ТУ                |
| 11 | Кочкуровка            | село    | 130       | Сосновское сельское поселение       | Сельское ТУ                |
| 12 | Кулебакино            | село    | 365       | Ур-Бедаревское сельское поселение   | Сельское ТУ                |
| 13 | Лесной                | посёлок | 283       | Раздольное сельское поселение       | Сельское ТУ                |
| 14 | Малая Салаирка        | село    | ↘1182     | Малосалаирское сельское поселение   | Сельское ТУ                |
| 15 | Маслиха               | деревня | 122       | Урское сельское поселение           | Сельское ТУ                |
| 16 | Мостовая              | деревня | 139       | Новопестеревское сельское поселение | Сельское ТУ                |
| 17 | Новопестерёво         | село    | 1056      | Новопестеревское сельское поселение | Сельское ТУ                |
| 18 | Печёркино             | село    | 166       | Новопестеревское сельское поселение | Сельское ТУ                |
| 19 | Подкопённая           | деревня | 119       | Урское сельское поселение           | Сельское ТУ                |
| 20 | Понтряжка             | посёлок | 39        | Сосновское сельское поселение       | Сельское ТУ                |
| 21 | Раздольный            | посёлок | 1193      | Раздольное сельское поселение       | Сельское ТУ                |
| 22 | Салаирский Дом Отдыха | посёлок | 123       | Салаирское городское поселение      | Салаирское ТУ              |
| 23 | Саратовка             | деревня | 7         | Ур-Бедаревское сельское поселение   | Сельское ТУ                |
| 24 | Сосновка              | посёлок | 1154      | Сосновское сельское поселение       | Сельское ТУ                |
| 25 | Тайгинский леспромхоз | посёлок | 176       | Урское сельское поселение           | Сельское ТУ                |
| 26 | Ур-Бедари             | село    | 443       | Ур-Бедаревское сельское поселение   | Сельское ТУ                |
| 27 | Урск                  | посёлок | ↘1665     | Урское сельское поселение           | Сельское ТУ                |
| 28 | Усть-Канда            | деревня | 99        | Ур-Бедаревское сельское поселение   | Сельское ТУ                |
| 29 | Чуваш-Пай             | деревня | 263       | Сосновское сельское поселение       | Сельское ТУ                |
| 30 | Шанда                 | деревня | 198       | Раздольное сельское поселение       | Сельское ТУ                |
| 31 | 20 км                 | разъезд | 45        | Раздольное сельское поселение       | Сельское ТУ                |

### Упразднённые населённые пункты
- Бирюля
- Демьяновка
- Касьма
- Кулаевка
- Осиповка
- Чертолог

## Органы местного самоуправления и территориальные управления
Структуру органов местного самоуправления муниципального округа составляют:
- Совет народных депутатов Гурьевского муниципального округа — представительный орган муниципального округа;
- глава Гурьевского муниципального округа — высшее должностное лицо муниципального округа;
- администрация Гурьевского муниципального округа — исполнительно-распорядительный орган муниципального округа;
- Контрольно-счётная палата Гурьевского муниципального округа — контрольно-счётный орган муниципального округа.

В рамках администрации муниципального округа сформированы три территориальных управления:
- Гурьевское территориальное управление
- Салаирское территориальное управление
- Сельское территориальное управление.